# Liste der Baudenkmäler in Coburg/Neu- und Neershof

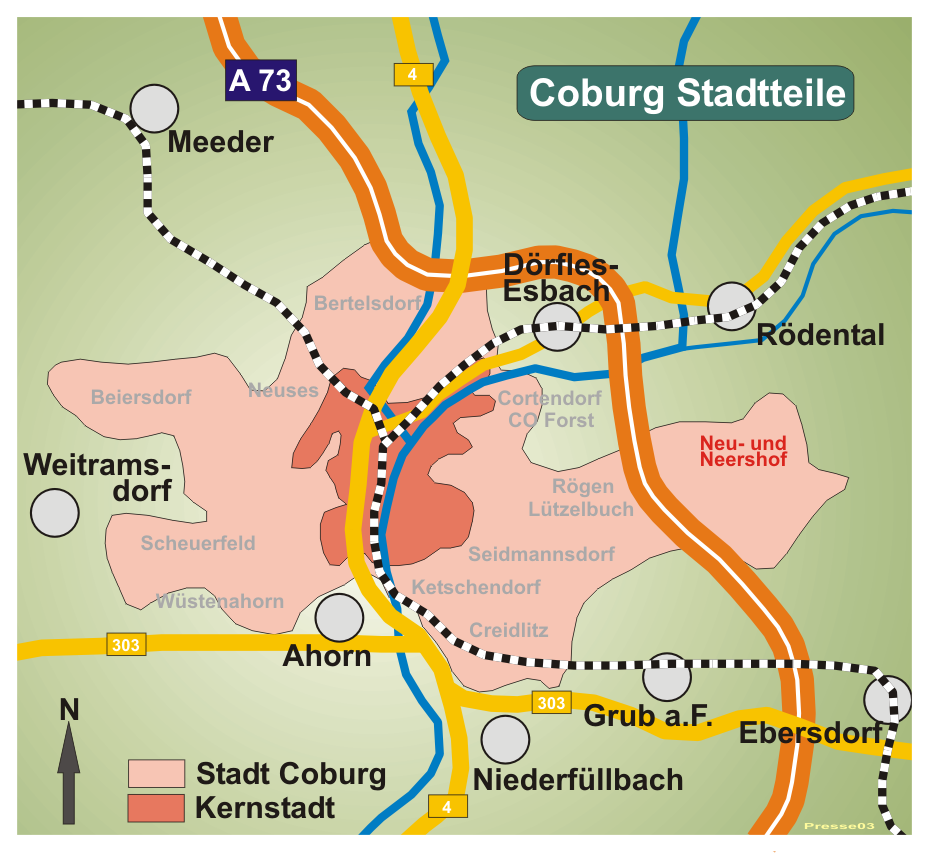
Coburg Stadtteil Neu- und Neershof

Der Coburger Stadtteil Neu- und Neershof liegt östlich der Kernstadt.

## Neu- und Neershof
| Adresse Bezeichnung Akten-Nr.                                                         | Beschreibung | Foto |
| ------------------------------------------------------------------------------------- | --- | ---- |
| Neuhofer Straße (Standort) Gärtnerhaus der ehemaligen Domänengärtnerei D-4-63-000-828 | Die ehemalige Domänengärtnerei wurde um 1900 errichtet. Auf dem von einer Ziegelmauer begrenzten Grundstück waren ein Nutzgarten angelegt und ein Pumpbrunnen mit runder Einfassung sowie ein Gärtnerhaus erbaut worden. Das kleine Gärtnerhaus ist in die Mauer integriert und weist ein Satteldach, einen überdachten Eingang sowie rückwärtig ein Zwerchhaus auf. |      |
| Neuhofer Straße 10 (Standort) Schloss Neuhof D-4-63-000-598                           | Das Schloss Neuhof stammt in seinem Kern aus dem 16. oder 17. Jahrhundert und ging wohl aus einem mittelalterlichen Weiherhaus hervor. 1866 wurde es durch den Baumeister Georg Konrad Rothbart im Auftrag von Charles Isaac Souchay historisierend umgebaut. Das dreigeschossige Schloss weist einen T-förmigen Grundriss auf und besteht aus einem älteren südlichen Trakt sowie dem jüngeren nördlichen Erweiterungsflügel von Rothbart. Das unregelmäßige Gebäude ist durch drei Türme gekennzeichnet und wird heute als soziotherapeutische Einrichtung für alkoholkranke Männer und Frauen genutzt. |      |
| Neershofer Straße 55 (Standort) Gartenhaus D-4-63-000-829                             | Das Gartenhaus am Goldberg ließ sich der Eigentümer des Schlosses Charles Isaac Souchay, angeregt durch das Gartenhaus von Friedrich Rückert auf dem gleichnamigen Berg in Neuses bei Coburg, um 1870 errichten. Das zweigeschossige Haus besitzt als Fassade im Obergeschoss eine Fachwerkkonstruktion, die auf massiven Erdgeschosswänden ruht. Das Satteldach kragt weit aus. Die zweiachsige Giebelfront ist im Obergeschoss durch einen Balkon und im Erdgeschoss durch Fenster mit flachen Stichbogen gekennzeichnet. Das Gebäude erinnert in seinem Aussehen an ländliche Bauten in der Schweiz.   |      |
| Neershofer Straße 123 (Standort) Ehemaliges Schulhaus D-4-63-000-827                  | Das ehemalige Schulhaus in Neershof entstand 1902 im historistischen Stil nach Plänen und unter der Leitung des Architekten Carl Meythaler. Das eingeschossige Gebäude besitzt große Korbbogenfenster. Es ist gekennzeichnet durch ein Walmdachhaus mit einem Uhrendachreiter, einem Fachwerkkniestock und eine Hausgaube mit Pyramidendach sowie einen giebelständigen Saalbau mit Satteldach und Ziergiebel. Heute produziert und vertreibt hier die Keramikfirma 'Denk'. |      |